# Naturi Naughton
Naturi Cora Maria Naughton (East Orange, Nueva Jersey, 20 de mayo de 1984) es una cantante y actriz estadounidense conocida por ser exintegrante del trío musical femenino 3LW, y por hacer de Denise en el remake de Fame.

## Primeros años
Naughton nació y fue criada en East Orange, Nueva Jersey, hija de Brenda, una asistente de abogado a tiempo parcial, y Ezra Naughton, un contador jubilado. Su talento musical emergió por primera vez a los cinco años, cuando se unió a su coro de la iglesia en New Hope Baptist Church en East Orange, NJ. Asistió a la escuela Católica St. Joseph y comenzó la secundaria en "Immaculate Conception" en Montclaire, NJ, pero fue poco después, que Naturi fue descubierta. Ha cantado el himno nacional en varios eventos en Nueva Jersey y asistió a la Universidad Seton Hall.

## Carrera como solista
Naughton estaba colaborando con los productores Full Force en un álbum debut solista. Algunas de las canciones que ella grabó fueron, "Real Chicks" (con Lil' Kim), "Stand Up", "What You Do" y "Your Girlfriend." Sin embargo, en una entrevista reciente con Naturi, ella dice que actualmente no está trabajando en un álbum en ese momento, pero sino enfocándose en su otra pasión, la actuación. Con el equipo correcto y productores, ella dice que definitivamente le gustaría hacer un álbum solista algún día. 
En septiembre de 2009, Naturi tuvo su primera actuación en solitario en su versión de "Fame" (de la película de 2009 Fame) y entró a las listas de Reino Unido al número 74 y llegó al 43 en su segunda semana. En su tercera semana, la canción saltó diez posiciones al 33, convirtiéndose en el primer top 40 de Naughton en Reino Unido.
El sencillo también llegó al número 48 en Hot Dance Play/Songs, 3 en Finlandia, 4 en Portugal, 14 en Noruega, 24 en Suiza, 26 en Bélgica y 37 en Irlanda.
Durante una entrevista en The Monique Show en febrero de 2010, Naturi dijo que lanzará un álbum solista, pero no se discutió más información. Un álbum de banda sonora, The Fame Presents Naturi Naughton as Denise, fue lanzado el 2 de febrero de 2010...

## Actuación

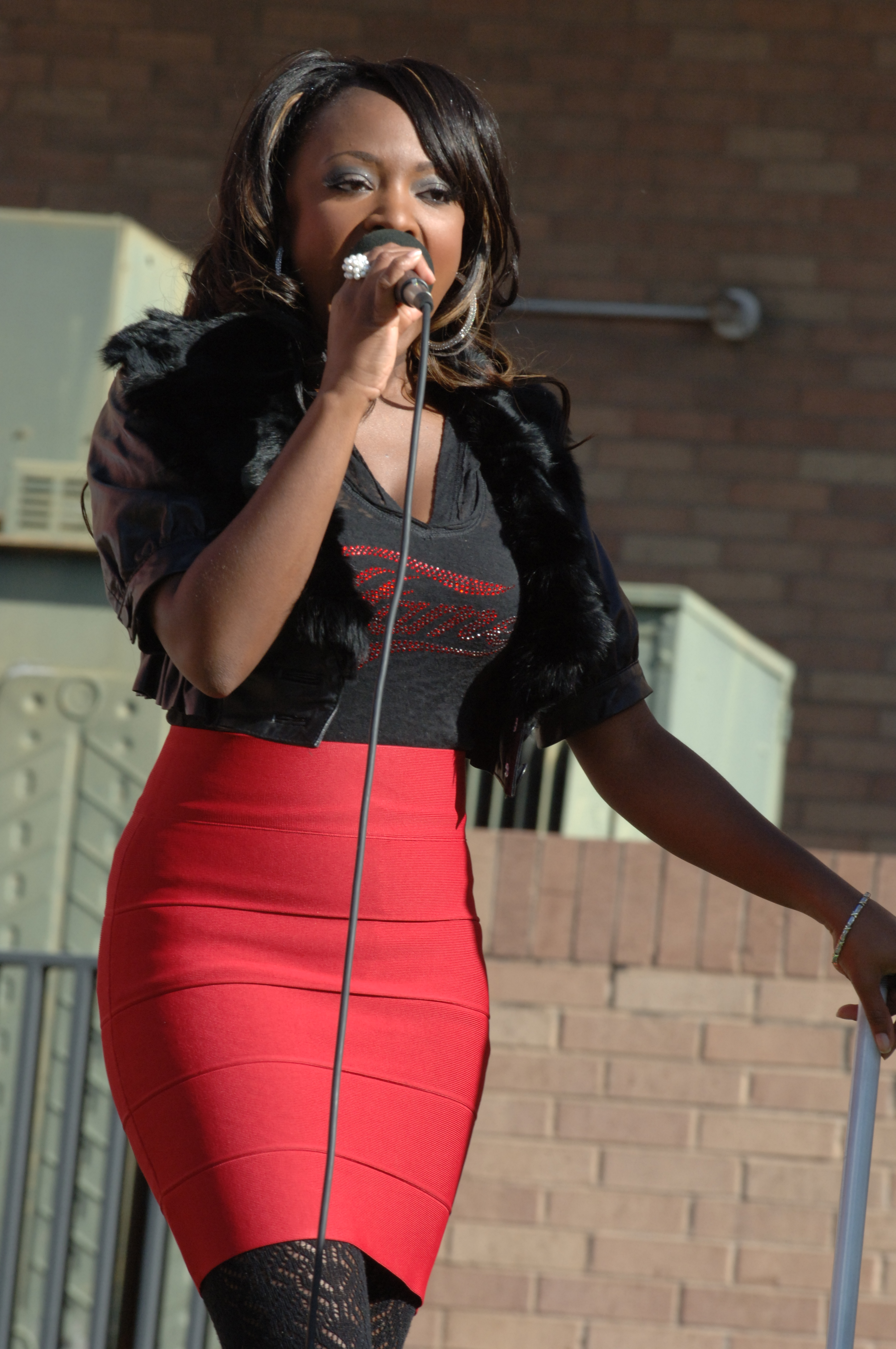
Naughton en 2009

Naturi protagonizó en el musical Hairspray como Little Inez desde 2005 a 2008.
Naturi interpretó a Lil' Kim en Notorious. 
Fue la actriz principal en Lottery Ticket, interpretando a Stacie, una amiga leal del personaje Kevin Carson (interpretado por Bow Wow).
También protagonizó en el episodio de Mad Men, "Hands and Knees".
Actualmente desarrolla el papel de Kendra, una masajista, en la serie The Client List.

## Filmografía
| Cine       | Cine                 | Cine              | Cine                     |
| Año        | Película             | Papel             | Notas                    |
| ---------- | -------------------- | ----------------- | ------------------------ |
| 2008       | Cash Rules           | Papel desconocido | Minor                    |
| 2009       | Notorious            | Lil' Kim          |                          |
| 2009       | Fame                 | Denise            | Principal                |
| 2010       | Lottery Ticket       | Stacie            | Principal                |
| 2010       | Highland Park        | Char              |                          |
| 2010       | Four to the Floor    | Zoe               |                          |
| 2018       | Step Sisters         | Aisha             |                          |
| Televisión |                      |                   |                          |
| Año        | Título               | Papel             | Notas                    |
| 2001       | Taina                | Ria               | Con 3LW                  |
| 2002       | The Nick Cannon Show | Ella misma        | Con 3LW                  |
| 2002       | All That             | Ella misma        | Artista invitada con 3LW |
| 2010       | Mad Men              | Toni Childs       |                          |
| 2011       | The Playboy Club     | Brenda            | Lead                     |
| 2012       | The Client List      | Kendra            | Secundaria               |
| Broadway   |                      |                   |                          |
| Año        | Título               | Papel             | Notas                    |
| 2005–2008  | Hairspray            | Little Inez       |                          |